# RevPAR được điều chỉnh
RevPAR được điều chỉnh (hoặc ARPAR, doanh thu được điều chỉnh cho mỗi phòng có sẵn), là một chỉ số hiệu suất được sử dụng trong ngành khách sạn. Nó được tính bằng cách chia doanh thu thuần biến đổi của một tài sản cho tổng số phòng có sẵn (xem thêm các công thức dưới đây).
Sự khác biệt giữa ARPAR và các số liệu khác (RevPAR, TRevPAR, GOPPAR) là nó chiếm chi phí biến đổi và doanh thu bổ sung.

## Tính toán
Các công thức khác nhau có thể được sử dụng để tính toán ARPAR 
- (Doanh thu phòng + Doanh thu khác - Số lượng phòng chiếm dụng) / Tổng số phòng có sẵn để bán
- (Doanh thu phòng / Số phòng bị chiếm dụng + Doanh thu khác / Số phòng bị chiếm dụng - VarCPOR) x Chiếm
- [(Doanh thu phòng / Số phòng bị chiếm dụng + Doanh thu khác / Số phòng bị chiếm dụng - VarCPOR) х Số lượng phòng bị chiếm dụng] / (Số phòng tại khách sạn x Số ngày trong kỳ)

Trong đó VarCPOR là Chi phí biến đổi cho mỗi phòng ở
Công thức được sử dụng phổ biến nhất là:
- ARPAR = (ADR - Chi phí biến đổi cho mỗi phòng thỉnh thoảng + Doanh thu bổ sung cho mỗi phòng thỉnh thoảng) x Chiếm [4][5]

## Làm thế nào nó so sánh với RevPAR
ARPAR chiếm chi phí biến đổi và doanh thu bổ sung, do đó, nó phản ánh lợi nhuận (dòng dưới cùng) so với doanh thu hàng đầu.

## Làm thế nào nó so sánh với GOPPAR
Tài khoản GOPPAR cho tất cả các chi phí (không chỉ biến) và là hồi tố. ARPAR xem xét doanh thu từ tất cả các bộ phận và chỉ chi phí var và có thể được sử dụng trong dự báo.

## Điều kiện
- Không có công thức tiêu chuẩn cho CPOR (chi phí cho mỗi phòng chiếm dụng) trong ngành và không có tiêu chuẩn hóa liên quan đến việc tách chi phí biến đổi khỏi cố định, đòi hỏi phải tính gần đúng khi tính toán VarCPOR. Tuy nhiên, những tính toán này chỉ được thực hiện một lần.
- Do những điều trên, ARPAR của từng thuộc tính riêng lẻ không thể so sánh với các thuộc tính khác và chỉ dành cho sử dụng nội bộ.